# Гейтерсбург (Меріленд)
Гейтерсбург (англ. Gaithersburg) — місто (англ. city) в США, в окрузі Монтгомері, 4-е за населенням місто штату Меріленд. Розташований на північний захід від Вашингтона. Входить у Вашингтонський метрополітенский ареал. Включений 5 квітня 1878. Населення — 69 657 осіб (2020).

## Географія
Гейтерсбург розташований за координатами 39°7′5″ пн. ш. 77°13′57″ зх. д. / 39.11806° пн. ш. 77.23250° зх. д. (39.118022, -77.232401).  За даними Бюро перепису населення США в 2010 році місто мало площу 26,79 км², з яких 26,42 км² — суходіл та 0,37 км² — водойми.

## Демографія
Згідно з переписом 2010 року, у місті мешкали 59 933 особи в 22 000 домогосподарствах у складі 14 548 родин. Густота населення становила 2237 осіб/км².  Було 23337 помешкань (871/км²).
Расовий склад населення:
| - 50,8 % — білих - 16,9 % — азіатів - 16,3 % — чорних або афроамериканців - 0,5 % — корінних американців - 0,1 % — вихідців з тихоокеанських островів - 10,7 % — осіб інших рас |

До двох чи більше рас належало 4,8 %. Частка іспаномовних становила 24,2 % від усіх жителів.
За віковим діапазоном населення розподілялося таким чином: 24,2 % — особи молодші 18 років, 66,3 % — особи у віці 18—64 років, 9,5 % — особи у віці 65 років та старші. Медіана віку мешканця становила 35,1 року. На 100 осіб жіночої статі у місті припадало 94,7 чоловіків;  на 100 жінок у віці від 18 років та старших — 91,7 чоловіків також старших 18 років.
Середній дохід на одне домашнє господарство  становив 108 986 доларів США (медіана — 80 734), а середній дохід на одну сім'ю — 121 442 долари (медіана — 92 463). Медіана доходів становила 60 525 доларів для чоловіків та 55 129 доларів для жінок. За межею бідності перебувало 9,2 % осіб, у тому числі 13,1 % дітей у віці до 18 років та 6,7 % осіб у віці 65 років та старших.
Цивільне працевлаштоване населення становило 34 149 осіб. Основні галузі зайнятості: науковці, спеціалісти, менеджери — 24,6 %, освіта, охорона здоров'я та соціальна допомога — 19,3 %, публічна адміністрація — 8,6 %, мистецтво, розваги та відпочинок — 8,5 %.